# ヒュンメル

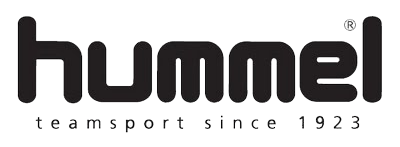

ヒュンメル（hummel）は、デンマークのスポーツ用品メーカーである。
社名の“ヒュンメル”とはドイツ語でマルハナバチを意味する「hummel」のデンマーク語読みである。

## 概要
製品には「シェブロンライン」と呼ばれる、「＜」が連なった模様のラインが入っていることが特徴となっている。
本社はコペンハーゲンから160km西のオーフス市にある。

## 略歴
- 1923年: ドイツ・ハンブルクでメスマー兄弟がメスマー社（Messmer）創業。
- 1927年: 初のシューズカタログを作成。
- 1930年代 - 1940年代: 大不況下の破産や、ハンブルク空襲による被災をこうむる。
- 1955年: 初の「シェブロンライン」入りの商品が登場。
- 1956年: 企業買収によりノルトライン＝ヴェストファーレン州のケーヴェラー（Kevelaer）へ移転。
- 1974年: デンマーク人のハンドボール選手ヨルゲン・フォッズガルドがヒュンメル社を買収。本拠地をデンマークに移す。
- 1979年: サッカーデンマーク代表とスポンサー契約を締結。
- 1970年代後半～1980年代: レアル・マドリー、ベンフィカ、ウディネーゼ、トッテナムなどの強豪チームへ積極的にウェア供給。
- 1992年: ヒュンメル製ユニフォームを来たデンマーク代表がUEFA欧州選手権に優勝。
- 1998年: ロンドン、パリのクラブシーンを中心に起こったポストモダンスタイルをきっかけにクリスチャン・スタディールがバンブル・ビー（後のヒュンメルファッション）を設立。代表に就任。
- 2001年: サッカーチベット代表とのスポンサー契約を締結。
- 2016年: サッカーデンマーク代表と12年ぶりにスポンサー契約を再締結

なおヒュンメル社の売上げは約6250万ドル。

## 日本でのヒュンメル
日本でのヒュンメルブランドは、1991年よりエスエスケイが販売代理店としてライセンス製造を行ってきたが、2013年に日本における商標権を取得し、日本独自の商品の製造・販売も可能になった。
日本人サッカー選手では、佐藤寿人が契約を結んでいる。また、日本人バスケット選手では、晴山ケビンとアドバイザリー契約を締結している。エスエスケイは、多くの野球選手とアドバイザー契約を結んでいる関係で、練習着や普段着としてヒュンメルのウェアを着用する姿が散見される。
2020年12月、日本ハンドボール協会のアンダーカテゴリーと契約。2022年4月には、同協会との長期スポンサーシップ契約、トップチームとのオフィシャルサプライヤー契約を締結した。

### 現在の契約クラブ・チーム
サッカー 
- INAC神戸レオネッサ（WEリーグ）: 2011年 -
- ツエーゲン金沢（J3リーグ）: 2021年[3] -
- ジェフユナイテッド市原・千葉（J2リーグ）: 2022年[4] -
- 福島ユナイテッドFC（J3リーグ）: 2011年[注 1] -
- ヴァンラーレ八戸（J3リーグ）: 2021年 [5]-
- 福井ユナイテッドFC（北信越フットボールリーグ）: 2022年 [6]-
- ノルディーア北海道（なでしこリーグチャレンジリーグ）: 2018年 -
- 葉羽エストレーノ（架空のサッカーチーム）：2021年 -
- ガンバ大阪（J1リーグ）：2023年 -

このほか、開始年は不明だが静岡産業大学サッカー部（男子・女子）のユニフォームもヒュンメルが制作している。
 バスケットボール 
- 京都ハンナリーズ（B1リーグ）: 2017-18シーズンから[7][8]
- 滋賀レイクスターズ（B2リーグ）: 2021-22シーズンから[9][10]
- 名古屋ダイヤモンドドルフィンズ（B1リーグ）: 2022-23シーズンから[11][12]

このほか、 富山グラウジーズ（B1リーグ）は、 2021-22シーズンからアカデミー（アンダーカテゴリー）におけるオフィシャルサプライヤー契約を締結している。
 フットサル 
- 名古屋オーシャンズ : 2016 - 2017シーズンより

 バレーボール 
- 埼玉アザレア（V2リーグ男子） : 2022 - 23シーズンより[14]
- デンソーエアリービーズ（V1リーグ女子） : 2022 - 23シーズンより[15]

 自転車ロードレース 
- 宇都宮ブリッツェン : 2022シーズンより[16]

### 過去の契約クラブ・チーム
サッカー 
- 横浜FC (J1,J2リーグ) : 2001年 - 2014年
- V・ファーレン長崎 (J2リーグ) : 2014年 - 2019年
- ガイナーレ鳥取 (J3リーグ) : 2003年[注 2] - 2018年[17][18]
- ブラウブリッツ秋田 (J2リーグ) : 2009年[注 3]  - 2011年

 バスケットボール 
- 群馬クレインサンダーズ（B1リーグ）:  2018年[19] - 2021年[20][21]
- 西宮ストークス（B2リーグ）: 2020年[22] - 2023年